# دوپانت (واشینگتن)
دوپانت (به انگلیسی: DuPont) شهری در شهرستان پیرسی ایالت واشنگتن است که در سرشماری سال ۲۰۱۰ میلادی، ۸۱۹۹ نفر جمعیت داشته است.